# Camponotus nasicus
Camponotus nasicus é uma espécie de inseto do gênero Camponotus, pertencente à família Formicidae.